# Saint-Jean-Lachalm
Pour les articles homonymes, voir Saint-Jean.
Saint-Jean-Lachalm [sɛ̃.ʒɑ̃.la.ʃɑ̃] est une commune française située dans le département de la Haute-Loire en région Auvergne-Rhône-Alpes.

## Géographie

### Localisation
La commune de Saint-Jean-Lachalm se trouve dans le département de la Haute-Loire, en région Auvergne-Rhône-Alpes.
Elle se situe à 19 km par la route du Puy-en-Velay, préfecture du département, et à 20 km de Cussac-sur-Loire, bureau centralisateur du canton du Velay volcanique dont dépend la commune depuis 2015 pour les élections départementales.
Les communes les plus proches sont : 
Saint-Didier-d'Allier (2,6 km), Saint-Privat-d'Allier (4,8 km), Séneujols (5,0 km), Monistrol-d'Allier (6,0 km), Ouides (6,2 km), Alleyras (6,3 km), Bains (7,3 km), Cayres (7,8 km).
| Saint-Privat-d'Allier | Saint-Privat-d'Allier Bains | Bains     |
| Monistrol-d'Allier    | Saint-Jean-Lachalm          | Séneujols |
| Alleyras              | Ouides                      | Cayres    |

### Climat
Pour des articles plus généraux, voir Climat d'Auvergne-Rhône-Alpes et Climat de la Haute-Loire.
En 2010, le climat de la commune est de type climat de montagne, selon une étude du Centre national de la recherche scientifique s'appuyant sur une série de données couvrant la période 1971-2000. En 2020, Météo-France publie une typologie des climats de la France métropolitaine dans laquelle la commune est exposée à un climat de montagne ou de marges de montagne et est dans la région climatique Sud-est du Massif Central, caractérisée par une pluviométrie annuelle de 1 000 à 1 500 mm, minimale en été, maximale en automne.
Pour la période 1971-2000, la température annuelle moyenne est de 7,3 °C, avec une amplitude thermique annuelle de 16 °C. Le cumul annuel moyen de précipitations est de 862 mm, avec 9,5 jours de précipitations en janvier et 7,1 jours en juillet. Pour la période 1991-2020, la température moyenne annuelle observée sur la station météorologique de Météo-France la plus proche, « Le Puy-Loudes », sur la commune de Chaspuzac à 13 km à vol d'oiseau, est de 9,1 °C et le cumul annuel moyen de précipitations est de 682,4 mm,. Pour l'avenir, les paramètres climatiques de la commune estimés pour 2050 selon différents scénarios d'émission de gaz à effet de serre sont consultables sur un site dédié publié par Météo-France en novembre 2022.

## Urbanisme

### Typologie
Au 1er janvier 2024, Saint-Jean-Lachalm est catégorisée commune rurale à habitat très dispersé, selon la nouvelle grille communale de densité à sept niveaux définie par l'Insee en 2022.
Elle est située hors unité urbaine. Par ailleurs la commune fait partie de l'aire d'attraction du Puy-en-Velay, dont elle est une commune de la couronne,. Cette aire, qui regroupe 59 communes, est catégorisée dans les aires de 50 000 à moins de 200 000 habitants,.

### Habitat et logement
En 2018, le nombre total de logements dans la commune était de 263, alors qu'il était de 253 en 2013 et de 232 en 2008.
Parmi ces logements, 49 % étaient des résidences principales, 34,6 % des résidences secondaires et 16,3 % des logements vacants. Ces logements étaient pour 93,2 % d'entre eux des maisons individuelles et pour 6,5 % des appartements.
Le tableau ci-dessous présente la typologie des logements à Saint-Jean-Lachalm en 2018 en comparaison avec celle de la Haute-Loire et de la France entière. Une caractéristique marquante du parc de logements est ainsi une proportion de résidences secondaires et logements occasionnels (34,6 %) supérieure à celle du département (16,1 %) et à celle de la France entière (9,7 %). Concernant le statut d'occupation de ces logements, 85,3 % des habitants de la commune sont propriétaires de leur logement (84,4 % en 2013), contre 70 % pour la Haute-Loire et 57,5 pour la France entière.
| Typologie                                               | Saint-Jean-Lachalm | Haute-Loire | France entière |
| ------------------------------------------------------- | ------------------ | ----------- | -------------- |
| Résidences principales (en %)                           | 49                 | 71,5        | 82,1           |
| Résidences secondaires et logements occasionnels (en %) | 34,6               | 16,1        | 9,7            |
| Logements vacants (en %)                                | 16,3               | 12,4        | 8,2            |

## Toponymie
Les formes anciennes sont Parochia in honore S. Johannis Domini præcursoris consecrata, en 1025, Parochia S. Johannis de Mirmanda, en 1163, S. Johannes, en 1225, S. Johannes à la Chalm, en 1256, S. Johannes de la Chalm, en 1288, Ecclesia S. Johannis de Calma, en 1293, Prioratus de Calmo, au XIVe siècle, S. Jean-la-Chalin, en 1587, Prieuré de S. Jean-de-Lachant, vers 1660.
Au cours de la période révolutionnaire de la Convention nationale (1792-1795), la commune a porté le nom de Lachalm-la-Montagne.
La forme de 1025 montre que Saint-Jean représente saint Jean-Baptiste, ce qui est le cas le plus fréquent. La Chalm dérive du bas latin calmis, d'origine pré-celtique, voire pré-indo-européenne (la racine kal-, « roche, pierre »), et signifie « sommet pelé, souvent utilisé pour le pâturage »,.

## Histoire
Dans la charte hospitalière concernant Pierre de Mirmande, la commune est citée en latin parrochia Sancti Johannis de Mirmanda.
Au carrefour de deux chemins ruraux à 2,3 km au nord-est du bourg, un morceau de borne milliaire est longtemps resté « caché en pleine vue », servant de socle à une croix de chemin. Marion Dacko la signale dans son inventaire des bornes miliaires en Auvergne comme une borne possible mais ne comprend pas son emplacement. De fait, la borne marque la 16e lieue depuis Saint-Paulien sur la voie Bolène. Elle valide le passage de cette voie à Arzac sur Saint-Jean-Lachalm, puis Gourlong sur Alleyras ainsi que Pont de Vabres où l'Allier est franchi.

## Politique et administration

### Découpage territorial
La commune de Saint-Jean-Lachalm est membre de la communauté de communes des Pays de Cayres et de Pradelles, un établissement public de coopération intercommunale (EPCI) à fiscalité propre créé le 31 décembre 2000 dont le siège est à Costaros. Ce dernier est par ailleurs membre d'autres groupements intercommunaux.
Sur le plan administratif, elle est rattachée à l'arrondissement du Puy-en-Velay, au département de la Haute-Loire, en tant que circonscription administrative de l'État, et à la région Auvergne-Rhône-Alpes.
Sur le plan électoral, elle dépend du canton du Velay volcanique pour l'élection des conseillers départementaux, depuis le redécoupage cantonal de 2014 entré en vigueur en 2015, et de la deuxième circonscription de la Haute-Loire   pour les élections législatives, depuis le redécoupage électoral de 1986.

### Liste des maires
| Période                                  | Période                    | Identité   | Étiquette | Qualité                                |
| ---------------------------------------- | -------------------------- | ---------- | --------- | -------------------------------------- |
| Les données manquantes sont à compléter. |                            |            |           |                                        |
| mars 2001                                | En cours (au 28 juin 2020) | Paul Braud | DVD       | Président de la Communauté de Communes |

## Population et société

### Démographie

#### Évolution démographique
L'évolution du nombre d'habitants est connue à travers les recensements de la population effectués dans la commune depuis 1793. Pour les communes de moins de 10 000 habitants, une enquête de recensement portant sur toute la population est réalisée tous les cinq ans, les populations de référence des années intermédiaires étant quant à elles estimées par interpolation ou extrapolation. Pour la commune, le premier recensement exhaustif entrant dans le cadre du nouveau dispositif a été réalisé en 2008.

En 2022, la commune comptait 303 habitants, en évolution de +6,32 % par rapport à 2016 (Haute-Loire : +0,36 %, France hors Mayotte : +2,11 %).
| 1793  | 1800 | 1806 | 1821  | 1831 | 1836 | 1841  | 1846  | 1851  |
| ----- | ---- | ---- | ----- | ---- | ---- | ----- | ----- | ----- |
| 1 200 | 972  | 991  | 1 053 | 917  | 914  | 1 049 | 1 050 | 1 118 |

| 1856  | 1861 | 1866  | 1872 | 1876 | 1881  | 1886  | 1891  | 1896  |
| ----- | ---- | ----- | ---- | ---- | ----- | ----- | ----- | ----- |
| 1 076 | 912  | 1 031 | 997  | 980  | 1 008 | 1 050 | 1 082 | 1 040 |

| 1901 | 1906 | 1911 | 1921 | 1926 | 1931 | 1936 | 1946 | 1954 |
| ---- | ---- | ---- | ---- | ---- | ---- | ---- | ---- | ---- |
| 999  | 994  | 941  | 820  | 763  | 724  | 711  | 691  | 618  |

| 1962 | 1968 | 1975 | 1982 | 1990 | 1999 | 2006 | 2008 | 2013 |
| ---- | ---- | ---- | ---- | ---- | ---- | ---- | ---- | ---- |
| 573  | 517  | 461  | 409  | 336  | 281  | 282  | 282  | 278  |

| 2018 | 2022 | - | - | - | - | - | - | - |
| ---- | ---- | - | - | - | - | - | - | - |
| 292  | 303  | - | - | - | - | - | - | - |

#### Pyramide des âges
La population de la commune est relativement âgée.
En 2018, le taux de personnes d'un âge inférieur à 30 ans s'élève à 29,4 %, soit en dessous de la moyenne départementale (31 %). À l'inverse, le taux de personnes d'âge supérieur à 60 ans est de 32,6 % la même année, alors qu'il est de 31,1 % au niveau départemental.
En 2018, la commune comptait 150 hommes pour 142 femmes, soit un taux de 51,37 % d'hommes, largement supérieur au taux départemental (49,13 %).
Les pyramides des âges de la commune et du département s'établissent comme suit.
| Hommes | Classe d’âge | Femmes |
| ------ | ------------ | ------ |
| 0,0    | 90 ou +      | 1,4    |
| 6,7    | 75-89 ans    | 14,1   |
| 20,0   | 60-74 ans    | 23,2   |
| 24,0   | 45-59 ans    | 14,1   |
| 18,0   | 30-44 ans    | 19,7   |
| 12,0   | 15-29 ans    | 12,7   |
| 19,3   | 0-14 ans     | 14,8   |

| Hommes | Classe d’âge | Femmes |
| ------ | ------------ | ------ |
| 0,9    | 90 ou +      | 2,5    |
| 8,4    | 75-89 ans    | 11,7   |
| 20,4   | 60-74 ans    | 20,5   |
| 21,3   | 45-59 ans    | 20,3   |
| 16,8   | 30-44 ans    | 16,3   |
| 15,2   | 15-29 ans    | 13,2   |
| 17     | 0-14 ans     | 15,6   |

## Économie

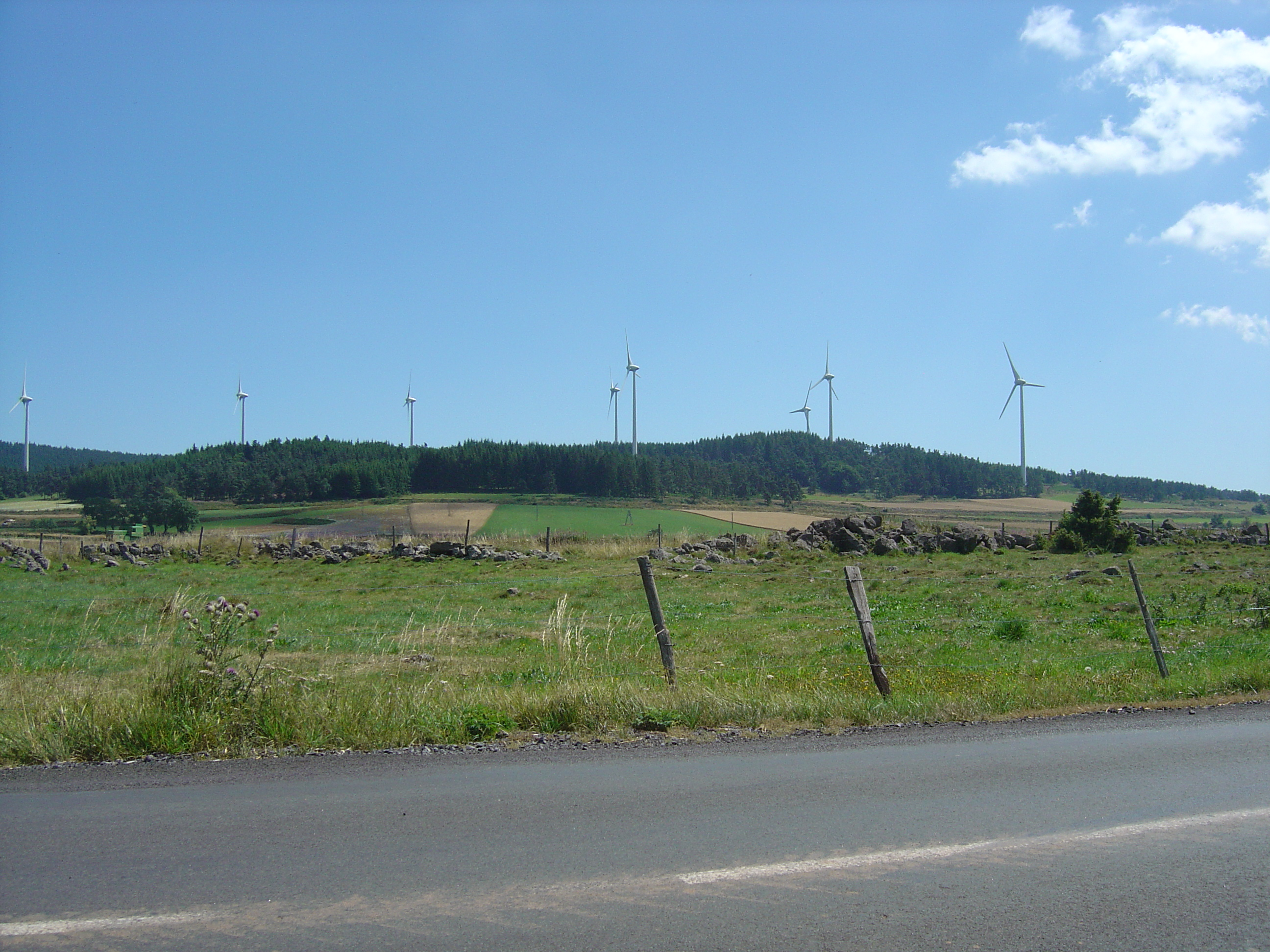
Éoliennes de Saint-Jean Lachalm.

Un parc de 9 éoliennes est construit en 2008, dans la forêt au lieu-dit les Visseyres. Aussi, une unité de méthanisation de 150 kWh, munie d'un digesteur de 18 mètres de diamètre, est inaugurée en 2017.

### Revenus
En 2018, la commune compte 124 ménages fiscaux, regroupant 288 personnes. La médiane du revenu disponible par unité de consommation est de 17 940 € (20 800 € dans le département).

### Emploi
| Division       | 2008  | 2013  | 2018  |
| -------------- | ----- | ----- | ----- |
| Commune        | 3,5 % | 1,2 % | 6 %   |
| Département    | 6,3 % | 7,7 % | 7,7 % |
| France entière | 8,3 % | 10 %  | 10 %  |

En 2018, la population âgée de 15 à 64 ans s'élève à 166 personnes, parmi lesquelles on compte 76,5 % d'actifs (70,5 % ayant un emploi et 6 % de chômeurs) et 23,5 % d'inactifs,. Depuis 2008, le taux de chômage communal (au sens du recensement) des 15-64 ans est inférieur à celui de la France et du département.
La commune fait partie de la couronne de l'aire d'attraction du Puy-en-Velay, du fait qu'au moins 15 % des actifs travaillent dans le pôle,. Elle compte 61 emplois en 2018, contre 59 en 2013 et 72 en 2008. Le nombre d'actifs ayant un emploi résidant dans la commune est de 120, soit un indicateur de concentration d'emploi de 50,7 % et un taux d'activité parmi les 15 ans ou plus de 53,7 %.
Sur ces 120 actifs de 15 ans ou plus ayant un emploi, 53 travaillent dans la commune, soit 44 % des habitants. Pour se rendre au travail, 75 % des habitants utilisent un véhicule personnel ou de fonction à quatre roues, 0,8 % les transports en commun, 12,4 % s'y rendent en deux-roues, à vélo ou à pied et 11,7 % n'ont pas besoin de transport (travail au domicile).

## Culture locale et patrimoine

### Lieux et monuments
- Château de Mirmande.
- Château de Séjallières, inscrit au titre des monuments historiques par arrêté du 13 février 1995[30].
- Église Saint-Jean-Baptiste de Saint-Jean-Lachalm.
- Voie antique dite « voie Bolène » venant de Lyon et passant par Saint-Paulien. Elle longe en ligne droite le mont Devès à l'est de la commune et au niveau des éoliennes bifurque droit vers Arzac puis descend sur Condate Vabres (commune d'Alleyras) pour passer l'Allier vers le Gévaudan.

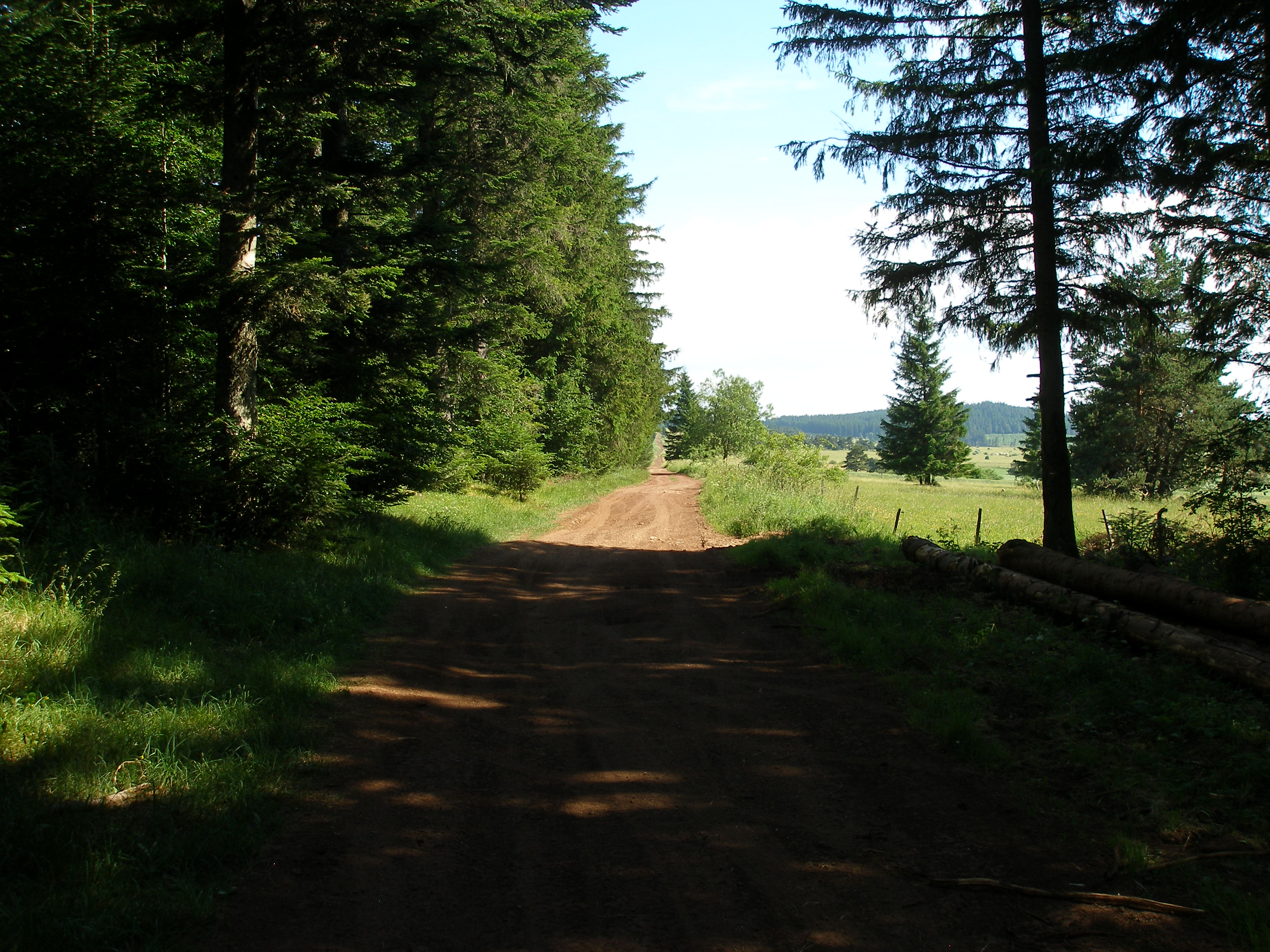
La voie Bolène
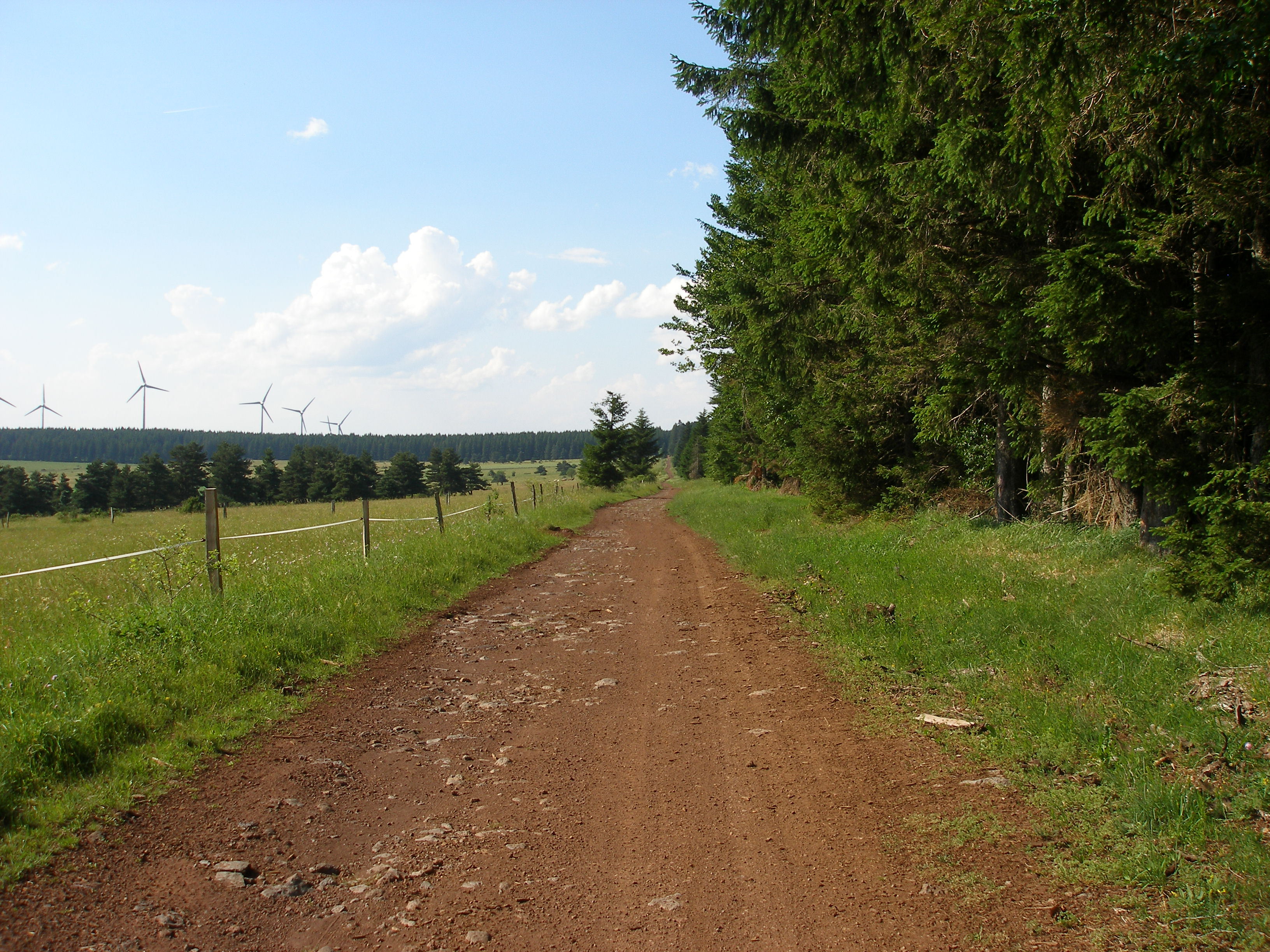
La voie Bolène en direction de Montbonnet (Bains).

### Personnalités liées à la commune
- Pierre de Mirmande, chevalier de l'ordre de Saint-Jean de Jérusalem entre le XIIe et le XIIIe siècle, châtelain du Crac des Chevaliers, grand commandeur puis supérieur ad interim de l'Ordre.